# Metal Kagome
O metal Kagome é um material quântico ferromagnético, que foi usado pela primeira vez na literatura em 2011 para um composto de Fe3Sn2.O mesmo material também foi denominado como "ímã kagome" desde 2018.[  Os metais Kagome têm a capacidade de exibir um comportamento coletivo quando resfriados abaixo da temperatura ambiente.
Ele recebe o nome de uma técnica tradicional japonesa de tecelagem de cestas que produz uma rede de triângulos simétricos entrelaçados.
A liga Kagome Fe3Sn2 exibiu vários comportamentos eletrônicos quânticos exóticos que se somam à sua topologia quântica. A rede abriga férmions de Dirac massivos, curvatura de Berry, atividade de órbita de spin, todos os quais são propícios ao Efeito Hall e às correntes elétricas de perda de energia zero. Esses comportamentos são promissores para o desenvolvimento de tecnologias em computação quântica, supercondutores de spin e eletrônica de baixa potência.
A partir de 2019, mais materiais Kagome exibindo topologia semelhante estavam sendo experimentados, como em Weyl-Semimetals magneticamente dopados Co2MnGa e Co3Sn2S2.
Em 2022, Mingu Kang et al descobriram descobriu como a estrutura eletrônica distinta da rede kagome está ligada aos fenômenos de muitos corpos observados como a singularidade de Van Hove e origem da ordem de carga no supercondutor kagome topológico CsV3Sb5.  A superfície de Fermi do material kagome é feita de três elementos (césio, vanádio e antimônio).